# Gaiman megye
Gaiman egy megye Argentínában, Chubut tartományban. A megye székhelye Gaiman.

## Települések
A megye a következő nagyobb településekből (Localidades) áll:
- Villa Dique Florentino Ameghino
- Dolavon
- Gaiman
- Veintiocho de Julio

Kisebb települései (Parajes):
- Las Chapas
- Bryn Gwyn